# 玉穗山
玉穗山為台灣中央山脈一座著名的高山，標高3,045公尺，山頂設有三等三角點7527號，位在中央山脈雲峰往西延伸的支稜，是日治時布農族長期的抗日基地玉穗社背後所依託的山頭，座落於高雄市桃源區梅山里，玉山國家公園的西南園區內。由中央山脈南二段的雲峰往西隔著下降將近1000公尺深的狹窄鞍部約4公里處連接，北方隔著荖濃溪與約8.5公里外玉山山脈的南玉山相望，由西側、北側荖濃溪及南側拉庫音溪所圍繞。
「玉穗」一名為日治時以日文漢字（／ Tamaho）轉譯布農語、，意為「露珠」，形容山形呈圓珠狀:168，而山容整體剛好有如早晨清新的露珠滴落時的狀態，為位在荖濃溪及拉庫音溪上游布農部落「玉穗社」（另有音譯「塔馬荷社」）背後依託的山頭，社名由山名而來。另有一種解釋為布農語變音，意為疲勞酸痛，因當地陡坡行走腳疲勞酸痛。:56-57日治時玉穗社在「大分事件」之後，期間又發生「郡大社脫出事件」、「大關山事件」，成為「台灣全島最後未歸順蕃」布農英雄拉荷·阿雷近二十年間的長期抗日根據基地。日方在其北側修建八通關越道路、南側修建關山越警備道，並在玉穗社隔拉庫音溪南岸制高處的關山越設立中之關駐在所直接監控。玉穗山標高超過三千公尺、又有基點、又為名山，卻未入選百岳。
在部分官方的地圖中（如各版本的《經建版地形圖》），因字形與日文漢字非常相近，此山被誤標成「玉德山」。
日治後期1939年，拉荷·阿雷因健康因素，被移住到荖濃溪中游，今高雄市桃源勤和村與復興村之間東岸的河階台地，小關山西北支稜的稜尾。新部落仍以近音日文漢字稱為玉穗社，:278-279其東側所依託1578公尺高的山頭也稱玉穗山。